# NGC 6590
NGC 6590 (ook: NGC 6595) is een emissienevel met een open sterrenhoop in het sterrenbeeld Boogschutter. Het hemelobject werd op 14 juli 1830 ontdekt door de Britse astronoom John Herschel.

## Synoniemen
- IC 4700
- ESO 590-SC15
- OCL 31
- CED 157B
- LBN 43
- DG 150